# إيشلق كندي
إيشلق كندي (بالفارسية: ایشلق‌کندی) هي مستوطنة تقع في قسم تشاراويماق المركزي في إيران. يقدر عدد سكانها بـ 97 نسمة .